# آدم سنكلير (لاعب هوكي الحقل)
آدم سنكلير (بالإنجليزية: Adam Sinclair) هو لاعب هوكي الحقل هندي، ولد في 29 فبراير 1984 في كويمباتور في الهند.

## وصلات خارجية
- آدم سنكلير على موقع أوليمبيديا (الإنجليزية)